# 解榮輅
解荣辂（1875年—1920年），字子仁，號菊村，山西萬泉縣人。清朝政治人物、進士出身。

## 生平
光緒二十九年（1903年），中式癸卯科三甲進士。同年闰五月，改翰林院庶吉士。散館授翰林院檢討。陝西榆林道道尹。
1904年，赴日本留学。
1905年，归国。
1906年8月，出任山西大学堂监督。